# Mappleton
Ne doit pas être confondu avec Mapleton.
Mappleton est une paroisse civile et un village du Yorkshire de l'Est, en Angleterre.